# Escuelas Públicas de Highline

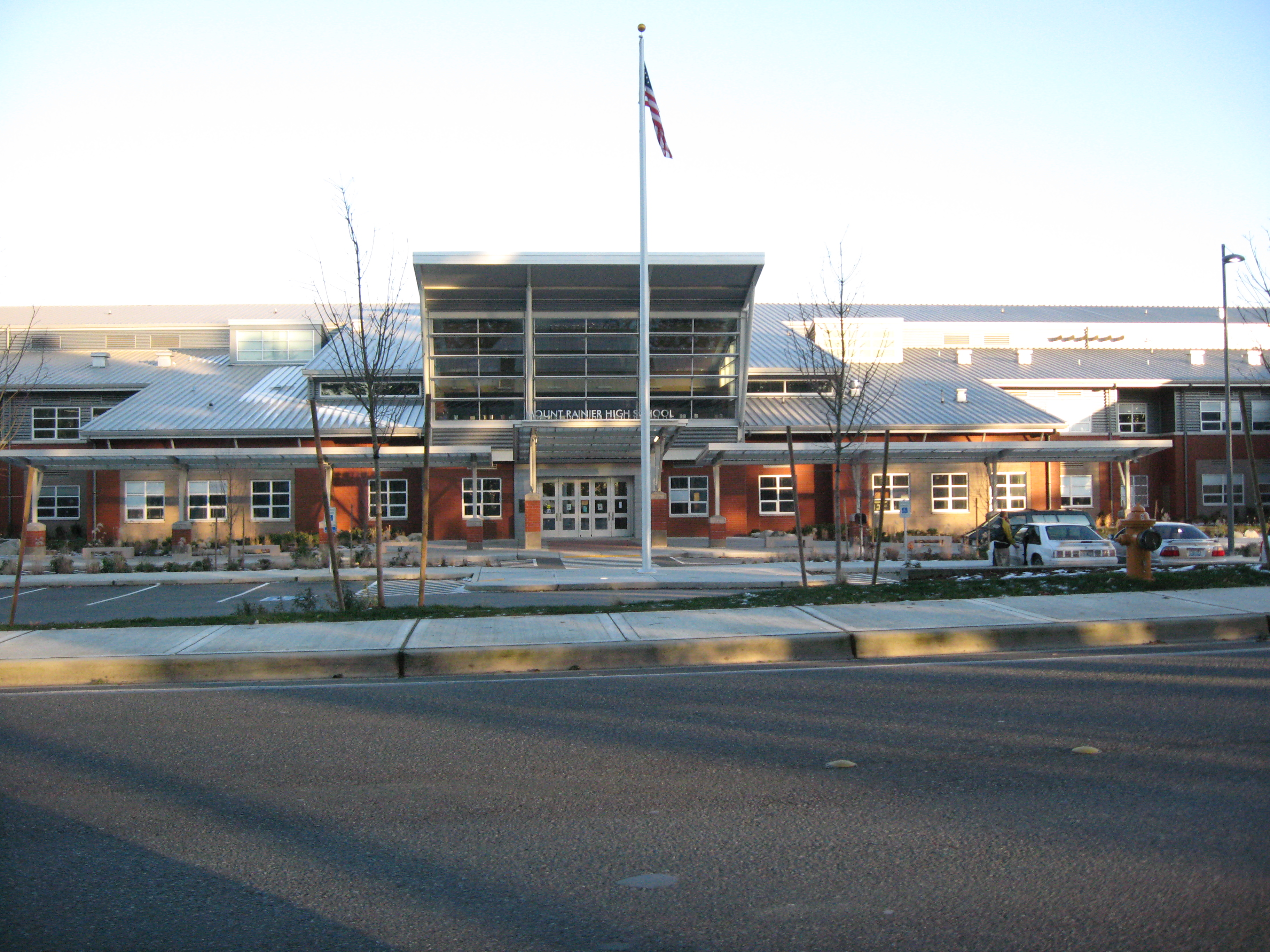
Mount Rainier High School

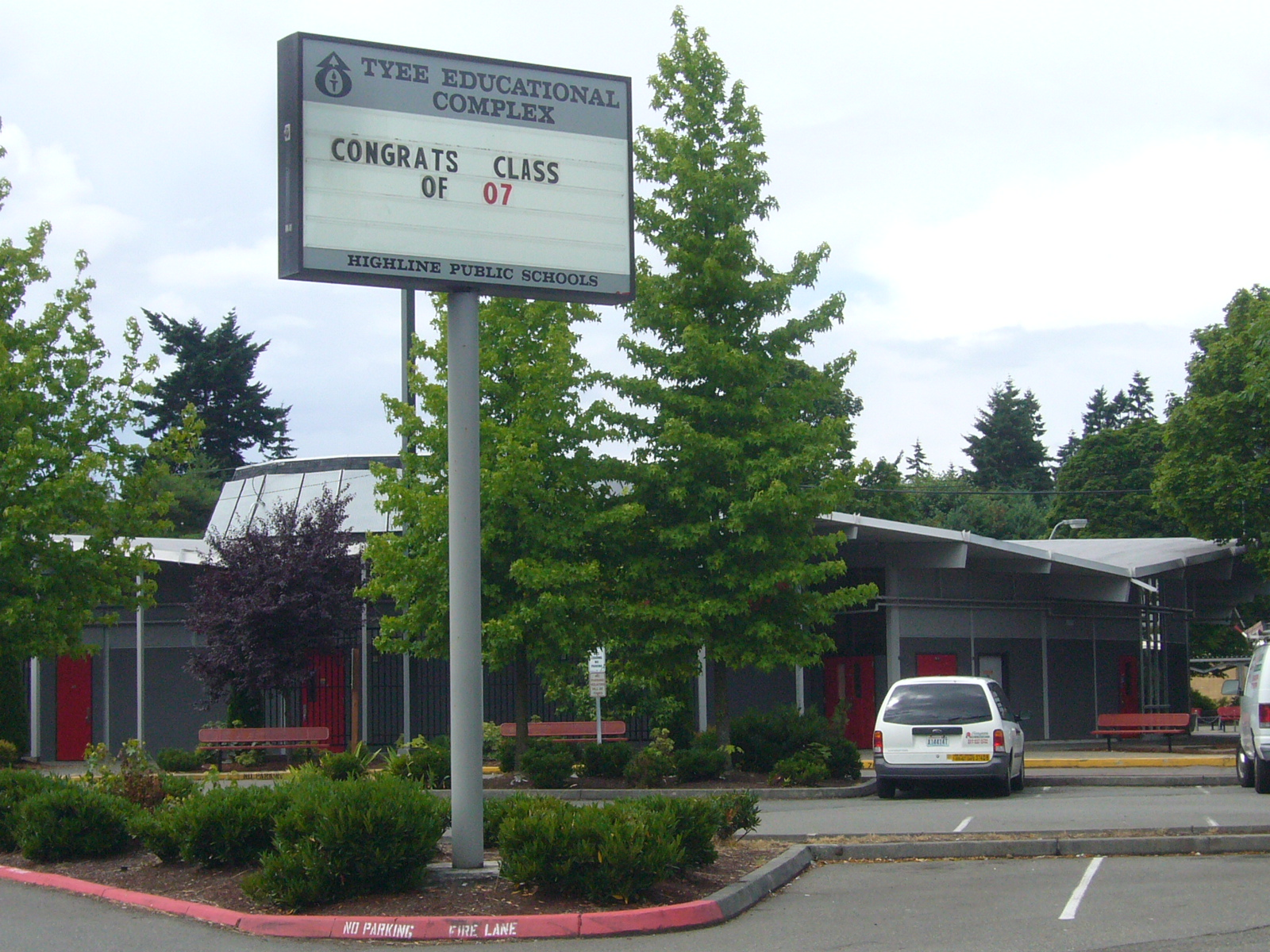
Tyee Educational Complex

Las Escuelas Públicas de Highline (Highline Public Schools) es un distrito escolar del Estado de Washington. Tiene su sede en Burien. El distrito sirve Burien, Boulevard Park, Des Moines, Normandy Park, SeaTac, y White Center. Highline tiene más de 17.000 estudiantes.